# Herner Larsson
Herner Mauritz Larsson, född 21 mars 1902 i Söndrum, Halland, död 29 maj 2009 i Frösakull, Söndrum, Halland, var en svensk före detta köpman som var Sveriges äldste man vid sin död. Han omkom i en brand i sin villa i Frösakull utanför Halmstad.